# Isaac Cooper
Isaac Cooper (7 januari 2004) is een Australische zwemmer. Hij vertegenwoordigde zijn vaderland op de Olympische Zomerspelen 2020 in Tokio.

## Carrière
Bij zijn internationale debuut, op de Olympische Zomerspelen van 2021 in Tokio, strandde Cooper in de halve finales van de 100 meter rugslag. Op de gemengde 4×100 meter wisselslag zwom hij samen met Zac Stubblety-Cook, Brianna Throssell en Bronte Campbell in de series, in de finale veroverde Stubblety-Cook samen met Kaylee McKeown, Matthew Temple en Emma McKeon de bronzen medaille. Voor zijn aandeel in de series werd Cooper beloond met de bronzen medaille.
In 2022 nam Cooper deel aan de WK in Boedapest. Individueel zwom Cooper naar de 8e plaats op de 50m rugslag. Op de gemengde 4×100 meter wisselslag zwom hij samen met Matthew Wilson, Brianna Throssell en Meg Harris in de series. In de finale van dit nummer veroverden zijn landgenoten de zilveren medaille. Op de Wereldkampioenschappen kortebaanzwemmen van 2022 in Melbourne behaalde Cooper zilver op de 50m rugslag en brons op de 100m rugslag. Samen met Matthew Temple, Flynn Southam en Kyle Chalmers behaalde Cooper de wereldtitel op de 4x50m vrije slag. Ook in de finale van de 4x100m wisselslag was Cooper, samen met Joshua Yong, Matthew Temple en Kyle Chalmers goed voor de wereldtitel.  Op de 4x50m wisselslag waren Cooper, Grayson Bell, Matthew Temple en Kyle Chalmers goed voor brons.
Op de WK van 2024  in Doha werd Cooper wereldkampioen op de 50 meter rugslag.

## Internationale toernooien
| Jaar | Olympische Spelen                            | WK langebaan | WK kortebaan                                                                         | PanPacs | Gemenebestspelen |
| ---- | -------------------------------------------- | --- | ------------------------------------------------------------------------------------ | ------- | ---------------- |
| 2021 | 12e 100m rugslag · 4×100m wisselslag gemengd | | geen deelname                                                                        |         |                  |
| 2022 |                                              | 8e 50m rugslag · 12e 100m rugslag · 4e 4x100m wisselslag · 4x100m wisselslag gemengd · Cooper zwom enkel in de series | 50m rugslag · 100m rugslag · 4x50m vrije slag · 4x50m wisselslag · 4x100m wisselslag |         | geen deelname    |
| 2023 |                                              | 4e 50m vrije slag 9e 50m rugslag 17e 100m rugslag                                                                     |                                                                                      |         |                  |
| 2024 | 26 juli - 11 augustus                        | 5e 50m vrije slag · 50m rugslag · 4e 50m vlinderslag                                                                  | 10 december - 15 december                                                            |         |                  |

## Persoonlijke records
Bijgewerkt tot en met 23 april 2024
Kortebaan
| Afstand         | Tijd  | Datum             | Plaats    |
| --------------- | ----- | ----------------- | --------- |
| 50m vrije slag  | 21,24 | 15 december 2022  | Melbourne |
| 50m vlinderslag | 24,13 | 26 september 2020 | Brisbane  |
| 50m rugslag     | 24,37 | 26 september 2020 | Brisbane  |
| 100m rugslag    | 53,12 | 26 september 2020 | Brisbane  |

Langebaan
| Afstand         | Tijd  | Datum            | Plaats   |
| --------------- | ----- | ---------------- | -------- |
| 50m vrije slag  | 21,65 | 28 juli 2023     | Fukuoka  |
| 50m vlinderslag | 23,12 | 23 februari 2024 | Doha     |
| 50m rugslag     | 25,27 | 16 december 2020 | Brisbane |
| 100m rugslag    | 53,43 | 26 juli 2021     | Tokio    |